# رسول قلی‌اف

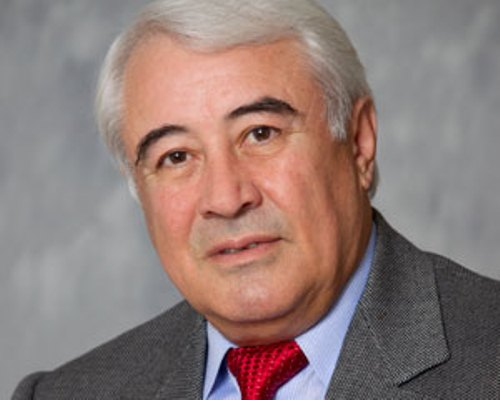
تصویری از رسول قلی اف در سال ۲۰۱۲ میلادی

رسول قلی اف (به ترکی آذربایجانی: Rəsul Bayram oğlu Quliyev) (زاده :۱۹۴۷) سیاستمدار، نویسنده، معاون سابق نخست و زیر و و سخنگوی سابق مجلس جمهوری آذربایجان است. وی از دو دهه قبل در آمریکا سکونت دارد. وی زاده روستای قاضانچی در نخجوان است. وی هم‌اکنون در آمریکا زندگی می‌کند و از مخالفان سر سخت الهام علی اف رئیس‌جمهوری کنونی جمهوری آذربایجان است. دولت علی اف جلوی حضور وی در انتخابات ریاست جمهوری سال ۲۰۰۵ را گرفت. او در سال ۱۳۸۴ قصد بازگشت به باکو را داشت که دستگاه امنیتی آذربایجان فرهاد علی اف وزیر توسعه اقتصادی و علی انسان اف وزیر بهداشت این کشور برکنار و به اتهام ارتباط محرمانه با قلی اف و تلاش برای کودتا بازداشت کرد.

## سابقه سیاسی
- از ۱۱ می تا ۹ نوامبر ۱۹۹۳ بعنوا ن معاون نخست‌وزیر جمهوری آذربایجان فعالیت کرد.
- از نوامبر ۱۹۹۳ تا نوامبر ۱۹۹۵ بعنوان سخنگوی مجلس جمهوری آذربایجان فعالیت کرد.
- او در سال ۱۹۹۵ مجدداً به عضویت مجلس جمهوری آذربایجان انتخاب گردید و به ریاست مجلس رسید.

## دیدگاه‌ها
- آذری‌های ایران خود را به عنوان یک ایرانی می‌شناسند. این ما هستیم که توسط روسیه اشغال شدیم که اگر نبود امروز همه با هم در گستره واحدی به نام ایران بودیم و وطنمان هم ایران بود.[۲]

مردم و منطقه آذربایجان ایران جز ایران هستند و وطنشان ایران است این یک حقیقت است، آنها خود را ایرانی می‌دانند که پنج هزار سال در خاک ایران زندگی می‌کنند.
او همچنین به صراحت اعلام می‌کند که وطن خودشان هم ایران است و روسیه منطقه ما را اشغال کرد و از ایران جدا کرد واگر روسیه ما را جدا نمی‌کرد ما هم در کنار مردم آذربایجان بودیم و وطنمان ایران بود.
- آذریها در ایران اقلیت ملی نیستند و پنج هزار سال است در ایران زندگی می‌کنند. آذریهای که در آمریکا زندگی می‌کنند، خود را ایرانی می‌دانند. آذریها ۵ هزار سال است در آن سرزمین زندگی می‌کنند. اصلاً چیزی به اسم آسیمیلاسیون در آنجا نیست. شما این تعابیر را از کجا پیدا می‌کنید؟ حقیقت این است که آنها ایران را وطن خود می‌دانند. روسها ما را اشغال کردند و ما تحت تأثیر روس قرار گرفته‌ایم. اگر روسیه سرزمین ما را اشغال نمی‌کرد، امروز ما در ترکیب ایران بودیم و با همان آذربایجانی‌ها زندگی می‌کردیم در نتیجه وطن مان هم ایران بود چون نامش ایران است. مسئله این است که کسانی که می‌گویند، برویم آذربایجان جنوبی را آزاد کنیم در ایده الیسم به سر می‌برند. واقعاً درک این ایده آلیسم دشوار است. این آذربایجان جنوبی که شما می‌گوید، به این فکر است که چه زمانی، جمهوری آذربایجان به ایران ملحق خواهد شد! من به شما بگوییم که در اعتراضات اخیر، حتی یک شهر آذری مشارکت نکرد.[۳]
- در جمهوری آذربایجان اقلیت‌های ملی زیادی نداریم و از نظر من تنها لزگی‌ها و تالشها اقلیت ملی محسوب می‌شوند و فکر می‌کنم باید به آنها خودمختاری داده شودحداقل باید همان میزانی که حکومت معتقد است به ارمنی‌های قراباغ [در آینده] باید خودمختاری داده شود، به تالشها و لزگی‌ها هم باید خودمختاری بدهیم.[۴]

## کتابها
- Oil And Politics, U.S. 1997, شابک ‎۰−۹۱۴۴۸۱−۸۱−۹.
- Path To Democracy, 1997, شابک ‎۰−۹۱۴۴۸۱−۸۶-X.
- Purpose Of Our Struggle.
- Against The Tide,2010, شابک ‎۹۷۸−۱−۴۵۰۰−۹۱۴۹−۷, شابک ‎۹۷۸−۱−۴۵۰۰−۹۱۴۸−۰, شابک ‎۹۷۸−۱−۴۵۰۰−۹۱۵۰−۳.
- The Cost of Truth  2011, شابک ‎۹۷۸−۱−۴۶۲۸−۷۲۹۸−۵, شابک ‎۹۷۸−۱−۴۶۲۸−۷۲۹۷−۸, شابک ‎۹۷۸−۱−۴۶۲۸−۷۲۹۹−۲.
- A Dissident's Destiny, 2013.